# Aeroportul Municipal Afton
Aeroportul Municipal Afton (IATA: AFO, ICAO: KAFO, FAA LID: AFO) este un aeroport din Wyoming, Statele Unite ale Americii ce deservește zona Afton⁠(d). A fost numit după zona deservită.
Situat la o altitudine de 1.896 m, aeroportul dispune de 1 pistă.

## Infrastructură

### Piste
Aeroportul dispune de o singură pistă. Pista 16/34 are suprafața de asfalt și dimensiunile 7.025 picioare × 75 picioare. 